# Una gru infreddolita. Storia di una geisha
Una gru infreddolita. Storia di una geisha (凍鶴?, Itezuru) è un manga scritto e disegnato da Kazuo Kamimura. È stato pubblicato in Giappone tra il 1974 e il 1980 sulla rivista Big Comic e in seguito raccolto in un volume tankōbon.

## Trama
Ambientato durante i primi anni del periodo Shōwa (1926-1989), il manga racconta la storia di Tsuru, una bambina venduta per un sacco di riso a una casa di geisha. Il suo ingresso nel "mondo dei fiori e dei salici" avviene come shikomikko, una giovane apprendista tuttofare. Attraverso la sua prospettiva, viene mostrato al lettore un mondo ormai quasi del tutto scomparso.

## Pubblicazione
La storia venne pubblicata per la prima volta tra il 1974 e il 1980 sulle pagine della rivista giapponese Big Comic. Dovranno trascorrere dodici anni prima che il manga venga riedito in formato monografico: in una prima edizione del marzo 1992 e una seconda volta in formato tascabile nel settembre del 1996. In entrambe le edizioni, però, mancano all'appello due dei sedici capitoli di cui si compone la storia: l'ottavo (apparso sul numero del 10 marzo del 1977) e il tredicesimo (apparso sul numero del 10 dicembre del 1978). La decisione di escludere questi due capitoli è stata probabilmente presa dalla casa editrice giapponese e dal curatore del volume. Anche le versioni in lingua francese e spagnola, basandosi su quella giapponese, sono prive di questi due capitoli.
L'edizione italiana della J-Pop è l'unica al mondo a presentare tutti e sedici i capitoli originari. Non essendo la gran parte delle tavole originali più disponibile (né presso la famiglia Kamimura, né presso la casa editrice Shōgakukan), si è fatto ricorso alle scansioni degli episodi pubblicati sulla rivista Big Comic (due dei numeri della rivista erano in possesso del traduttore Paolo La Marca, occupatosi delle traduzioni dei testi in italiano).